# 诸神之怒
《怒戰天神》（英語：Wrath of the Titans）是一部於2012年上映的3D史詩動作冒險奇幻電影，為2010年電影《超世紀封神榜》的續集。該片由強納森·李伯斯曼執導，丹·謬澤與大衛·萊斯利·強森共同撰寫劇本，山姆·沃辛頓、羅莎蒙·派克、比爾·奈伊、艾格·拉米瑞茲、托比·凱貝爾、丹尼·休斯頓、西妮德·庫薩克、約翰·貝爾、雷夫·范恩斯及連恩·尼遜等人擔任主演。《怒戰天神》的背景設定於前作事件的10年後，眾神無法繼續監禁泰坦，因此柏修斯受到召喚，以營救他的父親宙斯，並擊敗泰坦，拯救人類。
2010年3月《超世紀封神榜》發行時，续集的筹备工作开始。丹·謬澤與大衛·萊斯利·強森在6月受聘加盟電影，8月，強納森·李伯斯曼證實擔任本片導演。多數選角工作於2011年1月至2月間進行。主题拍摄於3月在倫敦開始。和前作类似，電影在後期製作中轉製為3D。《怒戰天神》於2012年3月30日在美國以2D和3D两个版本上映。該片收穫影評人普遍的負面評論，全球票房3.05億美元。原本打算拍摄的续集因前兩部作品口碑不高、劇本的思路不足而取消。

## 劇情
擊敗海怪多年後，半人神柏修斯拒絕了宙斯邀请他前往神界治理天下的请求，而是選擇留在凡間當漁夫，並與過世妻子伊俄所生的10歲兒子西里斯過着平凡生活。一天晚上，宙斯下凡探訪柏修斯。因人民不再祈禱，眾神的力量逐漸消失殆盡，且囚禁克羅諾斯地下闇牢將會崩毀，所以宙斯需要同柏修斯合作，以對抗即將到來的威脅。不過，柏修斯因顧慮家人的安全而拒絕參與。随后，宙斯與其子戰神阿瑞斯及海神波塞頓來到闇牢會見冥王黑帝斯，並向黑帝斯表示要原諒過去的恩怨，聯合重築闇牢。但黑帝斯却召喚魔獸攻擊宙斯，阿瑞斯趁機窩裡反，襲擊波塞頓並背叛宙斯，奪走了閃電火。黑帝斯與阿瑞斯早就在預謀夺取宙斯的神力來喚醒天神們的父親克羅諾斯，并以此換取永垂不朽。
冥界的崩毀，釋放出眾多怪物來到人界，其中魔獸喀邁拉襲擊了柏修斯的村落。斬殺魔獸後，擔憂的柏修斯帶著西里斯來到已被遺忘的眾神之山，呼喚宙斯，但下凡的卻是垂危的波塞頓。虛弱的海神告知柏修斯，黑帝斯與阿瑞斯加入了克羅諾斯的陣營，並要他前去會見安朵美達女王及海神之子阿基諾，以便找到火神赫淮斯托斯前往閻獄的入口。波塞頓將三叉戟注入神力給予柏修斯後，化為塵埃逝去。
柏修斯騎乘珀伽索斯來到安朵美達軍隊的營地，阿基諾因告白不成偷竊皇冠的鑲鑚而被安朵美達囚禁。柏修斯需要阿基諾作為領航者，交換條件後阿基諾獲得釋放，並與安朵美達組成一行軍隊出發航行尋找火神赫淮斯托斯。阿基諾解釋赫淮斯托斯為當年三大神的武器創造者：宙斯的閃電火、波塞頓的三叉戟、黑帝斯的雙叉矛，三大武器結合而成的昊天戟正是擊倒克羅諾斯的關鍵。阿基諾使用三叉戟的力量找到火神居住之島，過程遭到獨眼巨人的襲擊。而後，柏修斯秀出三叉戟表明來意，老巨人帶著眾人來到火神住處。交涉後，赫淮斯托斯給予他過去所建築的迷宮地圖，可快速通往闇牢的捷徑。他帶著一行人來到迷宮入口，卻因女兵向戰神祈禱，阿瑞斯現身滅殺殘餘之人，赫淮斯托斯犧牲自我阻擋阿瑞斯，讓柏修斯、安朵美達和阿基諾順利進入迷宮。
迷宮內，阿基諾運用地圖作為領導，但迷宮不僅會不停變幻，還會魅惑人心使人迷失方向，柏修斯意外地脫隊。在看見兒子西里斯的幻影後，遭受到牛頭獸彌諾陶洛斯的襲擊，奮力擊倒後，三人會合之時也來到了闇牢的入口。同時，宙斯被擷取大多的神力將喚醒克羅諾斯，宙斯向黑帝斯道歉本求取他的原諒，黑帝斯動心並改變心意決定幫助宙斯，而阿瑞斯持續干預。柏修斯趕到用三叉戟救出宙斯，眾人逃離之時，阿瑞斯射出雙叉矛擊中宙斯的背。
柏修斯、安朵美達和阿基諾帶著虛弱的宙斯來到女王軍隊山區的營地集合。柏修斯結合了三叉戟和黑帝斯的雙叉矛，仍還差阿瑞斯手中的閃電火。柏修斯向戰神祈禱，阿瑞斯接受他發出戰帖並約在眾神殿決鬥。來到眾神殿，阿瑞斯抓來柏修斯之子西里斯，要他來目睹柏修斯的死亡。阿瑞斯一面倒的揍擊柏修斯，在生死關頭西里斯試圖幫忙攻擊，給予柏修斯趁機反擊的機會。最終，柏修斯成功擊敗阿瑞斯，取得閃電火將武器結合成昊天戟。
同時克羅諾斯甦醒，安朵美達的軍隊不敵克羅諾斯的連體戰士軍團。黑帝斯傳輸部分神力給予宙斯，在軍團危急時刻，兩大主神聯手合力回擊。克羅諾斯衝破地表，以熔岩巨人的姿態開始毀滅大地，黑帝斯和宙斯盡最大神力持續攻擊，同時創造柏修斯射出昊天戟的機會。柏修斯騎乘珀伽索斯，躲過克羅諾斯的熔岩，將昊天戟插入克羅諾斯的體內。克羅諾斯開始崩裂並引發大規模爆炸，宙斯釋出最大力量保護黑帝斯，柏修斯成功擊倒克羅諾斯。
柏修斯與宙斯和黑帝斯會合，宙斯讚予他的勇氣，表示眾神的世代已經結束，語畢化為塵土逝去。黑帝斯神力耗盡，與一般人無異，而後離去。大戰落幕，柏修斯回到營區，親吻了安朵美達，並決定訓練西里斯成為一名軍人。

## 角色
- 山姆·沃辛頓 飾演 柏修斯，宙斯的半神兒子[9]。
- 羅莎蒙·派克 飾演 安德洛墨達，當她是公主時，柏修斯曾拯救過她的命；現在她成為女王，將繼續跟隨柏修斯戰鬥[9]。派克取代了原先計畫飾演該角的艾莉克莎·黛沃洛斯，黛沃洛斯因與其他電影的時間安排起衝突而退出[10]。
- 連恩·尼遜 飾演 宙斯，奧林帕斯山眾神的統治者，柏修斯的父親[9]。
- 雷夫·范恩斯 飾演 黑帝斯，冥界之神[9]。
- 比爾·奈伊 飾演 赫淮斯托斯，墮落的神，祂的跛腳掩蓋了祂奧運選手的出身[9]。
- 艾格·拉米瑞茲 飾演 阿瑞斯，奸詐的戰神[9]。
- 托比·凱貝爾 飾演 阿戈諾爾（英语：Agenor），一名被關押的竊賊，波塞冬的兒子，加入了柏修斯前往塔耳塔羅斯的旅程[9]。
- 丹尼·休斯頓 飾演 波塞冬，海神[9]。
- 約翰·貝爾 飾演 赫利俄斯，柏修斯的兒子及宙斯的孫子。
- 莉莉·詹姆士 飾演 可瑞娜，安德洛墨達手下的戰士。
- 馬丁·巴菲爾德（英语：Martin Bayfield） 飾演 獨眼巨人長老，獨眼巨人的領袖，居住在隱密的島上。
- 史賓賽·威爾丁（英语：Spencer Wilding） 飾演 彌諾陶洛斯，一名怪物，居住於通往冥界的迷宮。
- 西妮德·庫薩克（英语：Sinead Cusack） 飾演 克萊雅

## 製作

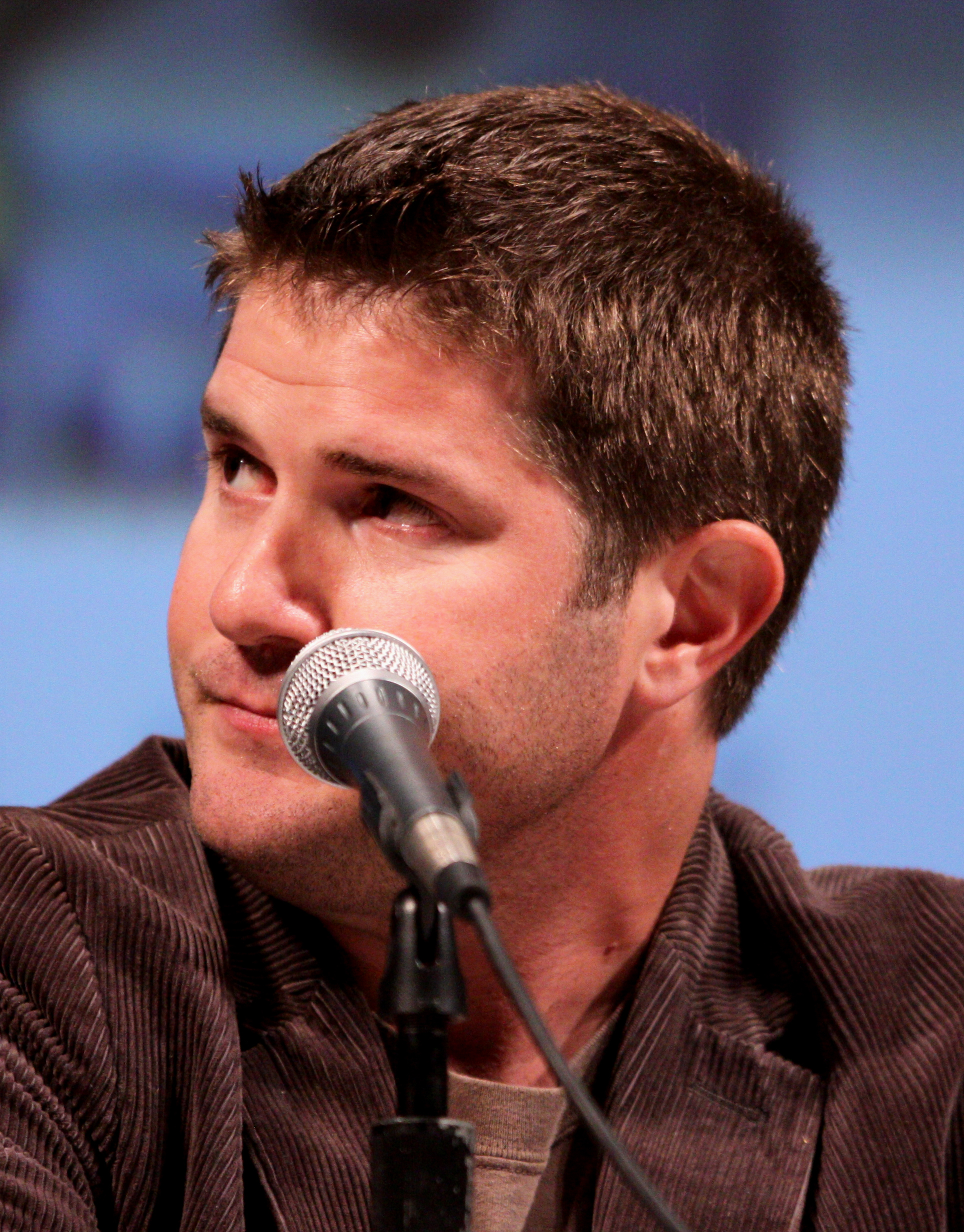
強納森·李伯斯曼擔任電影的導演。

早在2010年3月，即有討論到拍攝《超世紀封神榜》續集的計劃。在首部電影中飾演阿瑞斯的塔梅爾·哈桑於全球首映式上表示「他們希望這部電影能有好表現，使他們能繼續拍攝續集《Return of the Gods》。」。4月，據報導，導演路易斯·賴托瑞不會再次任職導演，但會擔任續集的執行製片人。該報導還指出，主演山姆·沃辛頓將會回歸，而葛瑞格·貝蘭提則為故事執筆。
6月，華納兄弟聘請大衛·萊斯利·強森和丹·謬澤擔任編劇，巴茲爾·伊萬雅克以製片人身分回歸。電影不會採取後期轉製為3D的方式，而是在拍攝過程中直接以3D格式攝影。8月，《好萊塢報導》報導，強納森·李伯斯曼簽約擔任續集導演。
9月，導演強納森·李伯斯曼證實山姆·沃辛頓、潔瑪·艾特頓、雷夫·范恩斯及連恩·尼遜都將再次出演續集。然而，基於不明原因，艾特頓退出了續集，她所飾演的角色伊俄被設定為在續集中過世。12月，連恩·尼遜透露片名將定為《Wrath of the Titans》，預計隔年3月開始拍攝。
2011年1月，據報導，艾格·拉米瑞茲和托比·凱貝爾分別在為出演阿瑞斯和阿戈諾爾一事進行談判。還有報導指出，比爾·奈伊正討論是否將飾演赫淮斯托斯一角。此外，海莉·艾特沃也在安德洛墨達一角的試鏡候選人名單內，而於前作飾演該角的艾莉克莎·黛沃洛斯因與其他電影的時間安排衝突而退出。其它安德洛墨達的考慮人選包含喬治娜·海格、詹妮特·蒙哥馬利、多米妮克·麥克艾麗戈特及克蕾曼絲·波西等人。

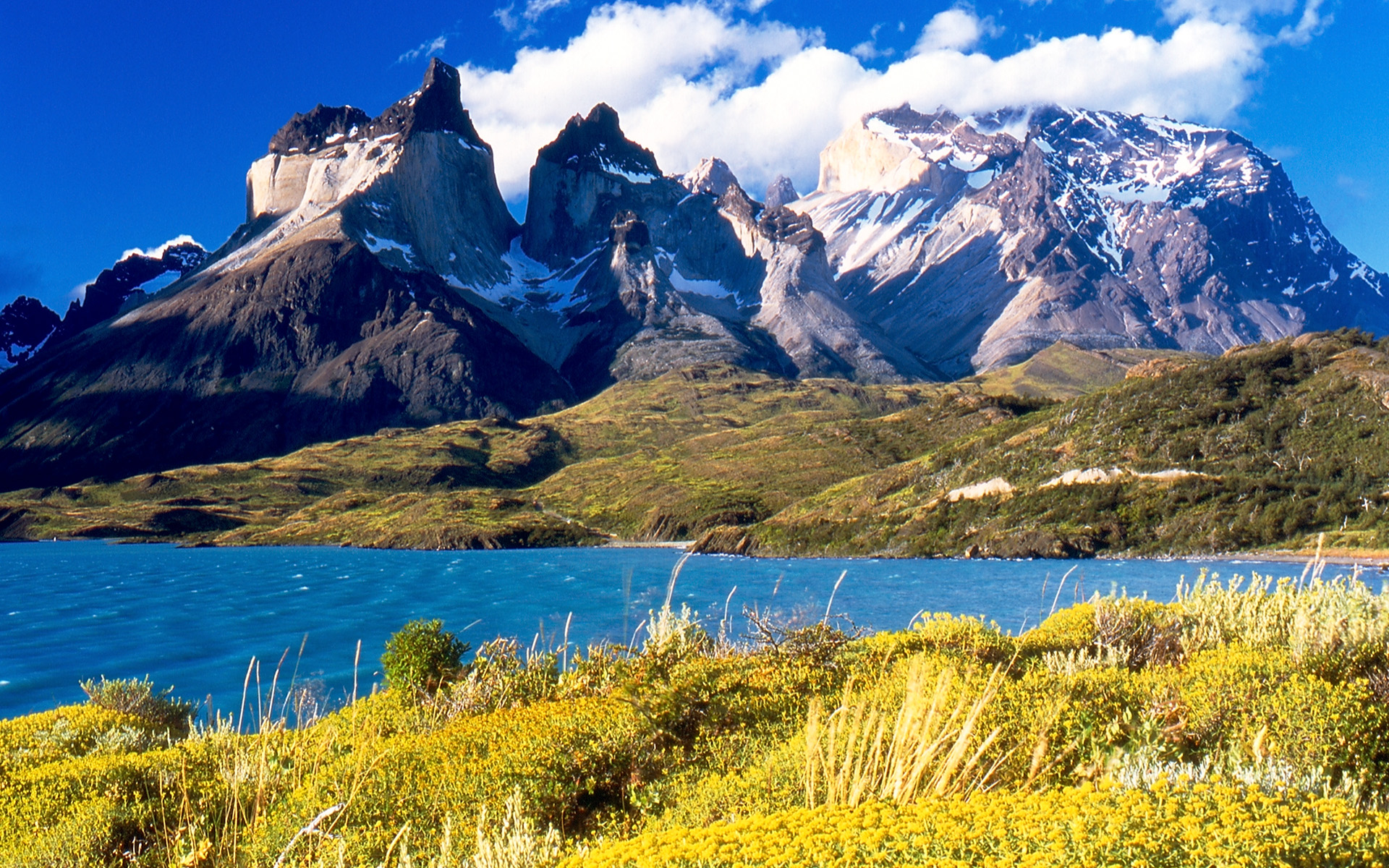
取景地點之一——智利巴塔哥尼亞的百內國家公園。

2月，證實羅莎蒙·派克將演出安德洛墨達一角。同月，李伯斯曼宣布，《怒戰天神》將於後期製作中轉製為3D，而不是像先前報導的以3D格式進行拍攝，儘管前作《超世紀封神榜》所收到的首批負評便指向該片使用於後期轉製的3D格式。李伯斯曼解釋，「我想你應該記住的是，首部電影既不以3D格式拍攝，也不考慮以該格式進行剪輯。它被拍攝為2D電影並被剪輯為2D電影，但他們決定花費6至7個星期去轉製，轉製過程直到發行，這是一件瘋狂的事；技術不在其中。這就是為什麼我們從一開始就構思了，從3D開始，以3D進行剪輯」。李伯斯曼還表示，轉換背後的原因是因為他想要專注於電影的拍攝上，這將給予電影更佳的質感，效果勝過採取數位拍攝的方式。
主體拍攝於2011年3月23日開始。拍攝於倫敦郊外的工作室進行，而後移至南威爾斯的薩里郡、加那利群島的特內里費島及智利巴塔哥尼亞的百內國家公園取景。

## 發行
《怒戰天神》於2012年3月26日星期一在紐約市的AMC林肯廣場劇院舉行首映式。

### 評價
影評人給予該片的評價褒貶不一。根據爛蕃茄上收集的166篇專業影評文章，其中43篇給予該片「新鮮」的正面評價，「新鮮度」為26%，平均得分4.5分（滿分10分），而基於另一影評匯總網站Metacritic上的31篇評論文章，其中4篇予以好評，10篇差評，18篇褒貶不一，平均分為37（滿分100），代表「普遍不佳的評價」。據CinemaScore於首映週末進行的調查，觀眾的平均評價於A+至F間落於「B+」，略高於前作的「B」。
連恩·尼遜在電影中的演出使他入圍了金酸莓獎的最差男配角獎。《好萊塢報導》的陶德·麥卡錫批評該片為「一部無情的呆板電影」。給予首部電影3顆星（滿分4顆）評價的羅傑·伊伯特僅給予《怒戰天神》2顆星，表示「它缺乏一個可理解的故事，你絕對用不上關於希臘神話的CliffsNotes。你知道主演是誰，然後，他們對彼此叫喊著可笑的對話，但是最後一切都會被特效給擠下台」。《洛杉磯時報》的馬克·奧爾森批評道，「此次由強納森·李伯斯曼執導的這部電影，在故事鋪陳、演出或動作方面缺乏靈感或熱情。這是純粹的商業電影，一部絕對沒有任何活力或熱情的電影」。
也有部分影評人給出正面評價。《綜藝》的安德魯·巴克指出，「《怒戰天神》使這個系列有了些微的成長，越來越忠於希臘神話的起源，並在重要的橋段去蕪存菁」。《時代》雜誌的理察·科利斯寫道，「《怒戰天神》有著直截了當、一本正經的肌肉發達神話的史詩娛樂，就像半世紀前歐洲製作的《霸王艷姬》及《傑森王子戰群妖》那樣」。《娛樂週刊》的歐文·格雷伯曼評論說，「對於一部基本上都是陳腐的偽神話及特效的電影，以其嚴肅及無價值的方式，《怒戰天神》肯定比《異星戰場：強卡特戰記》更加有趣。它也可能比它重拍自《諸神恩仇錄》的蹩腳前作還有趣」。

### 票房
該片在商業方面取得失敗。《怒戰天神》於北美表現平平，收穫8,360萬美元，在國際上進帳2.126億美元，全球共計3.052億美元，低於其前作的4.93億美元。電影由華納兄弟及傳奇影業共同出資，製片預算約為1.5億美元，較前作的成本高出2,500萬美元。該片於61個國際市場（日本除外）上首次亮相，首映成績為1.113億美元。
在美國及加拿大，電影總共於3,545家劇院上映，其中2,900家劇院播放3D版本（4,400個3D螢幕），290家劇院播放IMAX版本。最初，預計該片能在首映週期間進帳3,500至4,000萬美元。《怒戰天神》於2012年3月30日星期五開始上映，在午夜場中從1,490家劇院收穫100萬美元。首映週末，電影在北美的票房約為3,420萬美元，與工作室的預測一致，成績僅次上映第二週的《飢餓遊戲》名列當週第二。其首映週的收入是前作（6,120萬美元）的一半多。該片在首週末吸引了大量的男性觀眾，佔總體的66%，而約有65%的觀眾——55%左右的觀眾為25歲以上——曾觀賞過電影的3D版本。
華納兄弟的美國國內發行部總裁丹·費爾曼表示，將前作與該片的首週成績比較是不公平的，因為前作於聖週五開始發行，許多青少年都在放春假。他對電影的票房表現不佳表示哀嘆，「我們決定於該假期的前一個星期上映，並產生正面的口碑，因為我們有關於3D轉製的最後問題，我們將獲得解決——我們只是將以不同的方式解決。」。然而，儘管《怒戰天神》沒有在假期週末發行，該片仍持有在復活節前一個禮拜上映的的優勢，該公司可能會利用春假，涵蓋接下來的兩個星期。不過，這些並不一定能幫助電影進一步的票房表現。華納兄弟表示，他們並不指望續集達到相同的水平。
在北美以外，該片有著更為成功的首週成績，但因口碑不佳而逐漸下滑，最終仍無法超越前作3.32億的國際市場票房。《怒戰天神》於首週在60個地區的14,600個螢幕（其中9,766個為3D）上映，共收穫7,600萬美元，擊敗《飢餓遊戲》排名第一。電影最成功的國際市場為俄羅斯和獨立國家國協（1,280萬美元，佔國際首週末總收入的18%）、墨西哥（520萬美元）及巴西（410萬美元）。該片於11個拉丁美洲市場排名週末票房冠軍。
在香港，該片的總票房為1,119萬港幣。

### 家庭媒體
《怒戰天神》的藍光、3D藍光、DVD及數位下載版本於2012年6月26日發布。

## 取消續集
2011年11月，華納兄弟聘請《怒戰天神》的編劇丹·謬澤及大衛·萊斯利·強森為第三部電影《Revenge of the Titans》進行發展及編寫前期綱要的工作，當時《怒戰天神》還在後期製作的階段。2013年春天，山姆·沃辛頓表示他不認為會製作第三部電影。由於兩部電影的評價不佳，以及缺乏對劇本的想法，該電影而後被取消。